# تریتون (جورجیا)
تریتون، جورجیا (به انگلیسی: Tarrytown, Georgia) یک شهر در ایالات متحده آمریکا با جمعیت ۱۰۰ نفر است که در جورجیا واقع شده‌است.

## موقعیت جغرافیایی
موقعیت جغرافیایی شهرها و مناطق اطراف به شرح زیر است: